# مدينة سلمان
مدينة سلمان (المدينة الشمالية سابقاً) هي مدينة سكنية شيدت من قبل وزارة الاسكان في المحافظة الشمالية بمملكة البحرين وتعتبر أكبر مدينة اسكانية في البحرين. المشروع ينطوي على أكثر من 4100 وحدة سكنية منها 3110 وحدة سكنية اجتماعية والباقي وحدات سكنية استثمارية. بلغت تكلفة المشروع حوالي 208 مليون دينار بحريني (551.7 مليون دولار أمريكي). بدأ العمل على المشروع في يناير 2012 ويتوقع أن تكمل في عام 2015.

سُمّيت المدينة على اسم ولي العهد البحريني سلمان بن حمد آل خليفة.